# Lusitania
Lusitania a fost o provincie romană care ar corespunde aproximativ cu teritoriul Portugaliei de azi ca și bazinul râului Duero, Extremadura și Provincia Salamanca din vestul Spaniei. Regiunea a fost denumită după „lusitani” populația autohtonă din regiune, care sunt amintiți prin secolul III e.n. Inițial lusitanii au trăit în ținutul aflat între Tejo și Duero (Portugalia Centrală) iar în secolul II s-au extins spre Portugalia de Sud. Când Gaius Iulius Caesar a integrat regiunea în Imperiul Roman ei trăiau deja în regiune și provincia se numea Hispania Ulterior. In reforma din anul 27 a lui Augustus prin care a restructurat provinciile romane Hispania a fost subîmpărțită în Lusitania (la vest) cu capitala la Emerita Augusta (azi Mérida în Spania) și Hispania Baetica (la sud-vest) cu capitala la Corduba (azi Cordoba,Spania) granița fiind  pe cursul râului Anas (azi Guadiana). La nord se afla provincia Hispania Citerior fiind despărțit de Lusitania prin râul Duero.